# Alperstedt
Alperstedt est une commune allemande de l'arrondissement de Sömmerda, Land de Thuringe.

## Géographie
Alperstedt se situe au sud-est du bassin de Thuringe.
| Haßleben        |            | Großrudestedt |
| Riethnordhausen | Alperstedt |               |
| Nöda            | Erfurt     |               |

## Histoire
Alperstedt est mentionné pour la première fois entre 802 et 817 sous le nom d'Alvaratestete.
En 1370, un comte de Gleichen achète le village à l'État d'Erfurt.
En 1736, un incendie détruit une grande partie du village.
Pendant la Seconde Guerre mondiale, près de Großrudestedt, se trouve un aérodrome de la Luftwaffe. Il est le lieu de regroupement des Jagdgeschwader 3 et Jagdgeschwader 301 qui ont pour mission d'abattre les bombardiers alliés dans le centre de l'Allemagne. Les avions de combat sont camouflés dans des hangars individuels dans les rues adjacentes, les pilotes restent avec les familles dans les villages environnants. Après la guerre, il sert dans un but civil.
Pendant la guerre, 63 hommes et femmes de Pologne, Lituanie, Lettonie et Yougoslavie sont contraints à des travaux agricoles.
Non loin de l'ancien aérodrome, l'armée soviétique construit sur une colline artificielle une station radar et installe la garnison adjacente à Alperstedt. Il existe jusqu'à la fin de la RDA. Toutes les installations et les bâtiments du 733. FuTK sont détruits en 1990.